# Michael Thonet

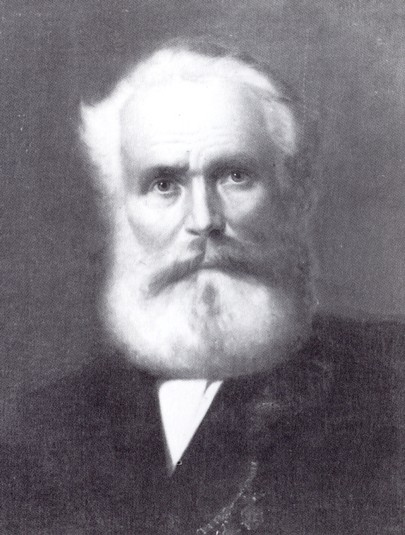
Michael Thonet

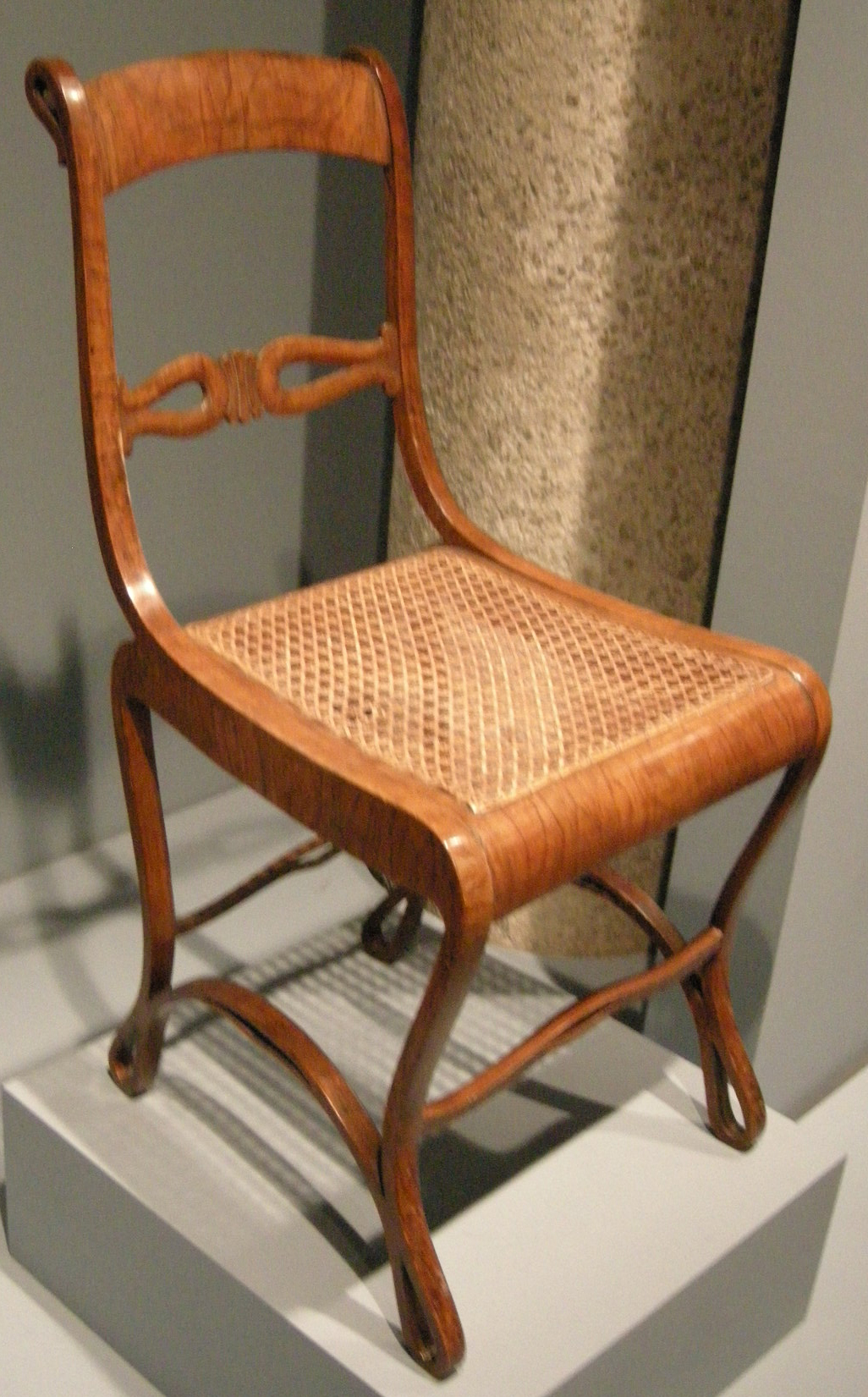
Bopparder stoel

Michael Thonet (Boppard, 2 juli 1796 – Wenen, 3 maart 1871) was een Duits-Oostenrijkse meubelmaker en industrieel en wordt wereldwijd beschouwd als een der grootste pioniers inzake meubeldesign.

## Aanvang in Boppard
Michael Thonet, zoon van een lederbewerker, leerde het ambacht van schrijnwerker en vestigde zich in 1819 als zelfstandig meubelmaker in zijn geboortestad. Hij maakte stoelen, zetels en bedden in een conventionele biedermeierstijl, maar zocht middelen om sneller en goedkoper te kunnen produceren en met minder verspilling aan materiaal.
Rond 1830 ontwikkelde hij een methode om meubels te maken van gebogen hout door dunne houten latjes in lijm te koken tot ze buigzaam werden. Bundels van deze latjes perste hij dan met een mal in vorm, om ze ten slotte met fineerhout te beleggen.
De "Bopparder stoelen" die hij zo maakte waren klassiek van vorm en verschilden niet van die van zijn collega's, maar Michael Thonet had al vroeg industriële ambitie: hij werkte op voorraad in plaats van uitsluitend op bestelling; hij kocht een molen om zijn eigen lijm te kunnen fabriceren; en hij vroeg patenten aan op zijn methode om hout te buigen met de bedoeling andere meubelmakers licenties te kunnen verkopen.
Uit vrees voor namaak en voor lekken bleef hij echter te vaag bij zijn patentaanvraag, waardoor zijn verzoek werd afgewezen omdat zijn werkmethode niet vernieuwend genoeg zou zijn. Michael Thonet bleef met schulden achter.
In 1841 toonde hij zijn creaties op een nijverheidstentoonstelling in Koblenz, waar ze opgemerkt werden door de Oostenrijkse kanselier Klemens von Metternich. Metternich gaf hem de raad naar Wenen te verhuizen, omdat Thonet in Boppard arm zou blijven, terwijl hij in een wereldstad als Wenen misschien fortuin zou maken.

## Weense periode
Een jaar later werden Thonets eigendommen in Boppard, inclusief zijn voorraden, openbaar verkocht op last van zijn schuldeisers, waarna Michael Thonet naar Wenen verhuisde. Wegens de regelgeving op het gildewezen kon hij zich daar niet zelfstandig vestigen en moest hij bij gevestigde meubelmakers dienst nemen. Door zijn relatie met Metternich slaagde hij er in om in 1842 een Oostenrijks patent te krijgen op zijn methode om hout te buigen. Desondanks werkte hij in die periode vooral aan de parketvloeren voor het stadspaleis Liechtenstein.
In 1849 kon hij zich eindelijk weer zelfstandig vestigen, en hij verbeterde zijn methode om hout te buigen door bundels houten staafjes te buigen in plaats van dunne latjes. In 1849 ontwikkelde Thonet de stoel Nr 4, waarmee het Weense koffiehuis Café Daum bemeubeld werd. Opvallend is dat de vormgeving van Thonets stoelen nu een logisch uitvloeisel is van de gebruikte techniek, en niet omgekeerd.
Zijn deelname in 1851 aan de wereldtentoonstelling van 1851 in Crystal Palace (Londen) zorgde voor een internationale doorbraak. De volgende jaren nam Thonet deel aan vele nationale en internationale tentoonstellingen en won hij tal van prijzen en medailles. In 1853 vormde hij zijn Weense werkplaats om tot de vennootschap "Gebrüder Thonet" die op naam van zijn vijf zonen stond, doch waarvan hij de leiding stevig in handen bleef houden.

## Het succes: de fabrieken

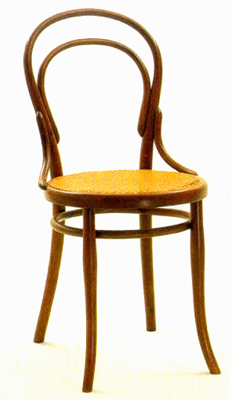
Thonetstoel Model Nr. 14, de Weense koffiehuisstoel

Hij verbeterde zijn productiemethoden voortdurend, en opende in 1856 een fabriek in Koritschan, een stadje in Moravië dat over een goede spoorwegverbinding beschikte. Het lag midden in de beukenbossen die de beste grondstof leverden voor zijn stoelenproductie. In deze nieuwe fabriek werd het hout niet langer gekookt in lijm, maar gebogen na een urenlange inwerking van hete stoom. Daardoor slaagde hij er in 1859 eindelijk in massieve houtstaven te buigen, wat de weg vrijmaakte voor massale meubelproductie. In Koritschan kwamen ook modellen tot stand van stoelen die met een eenvoudige verbinding door middel van schroeven gemonteerd werden en die in onderdelen geëxporteerd en naar de consument konden worden verstuurd.

In 1859 maakte hij de stoel nr. 14, ook bekend als de Weense koffiehuisstoel, die het voorbeeld bij uitstek werd van een succesrijk industrieel product: er zouden er meer dan 50 miljoen van gemaakt worden. In zijn eenvoudigste versie bestond deze stoel uit slechts 6 houten stukken, zes schroeven en twee moeren. Daardoor was deze stoel ongemeen licht en uitermate goedkoop. Toen Thonets laatste patent afliep in 1869, werd de stoel Nr. 14 eindeloos gekopieerd door talloze concurrenten.

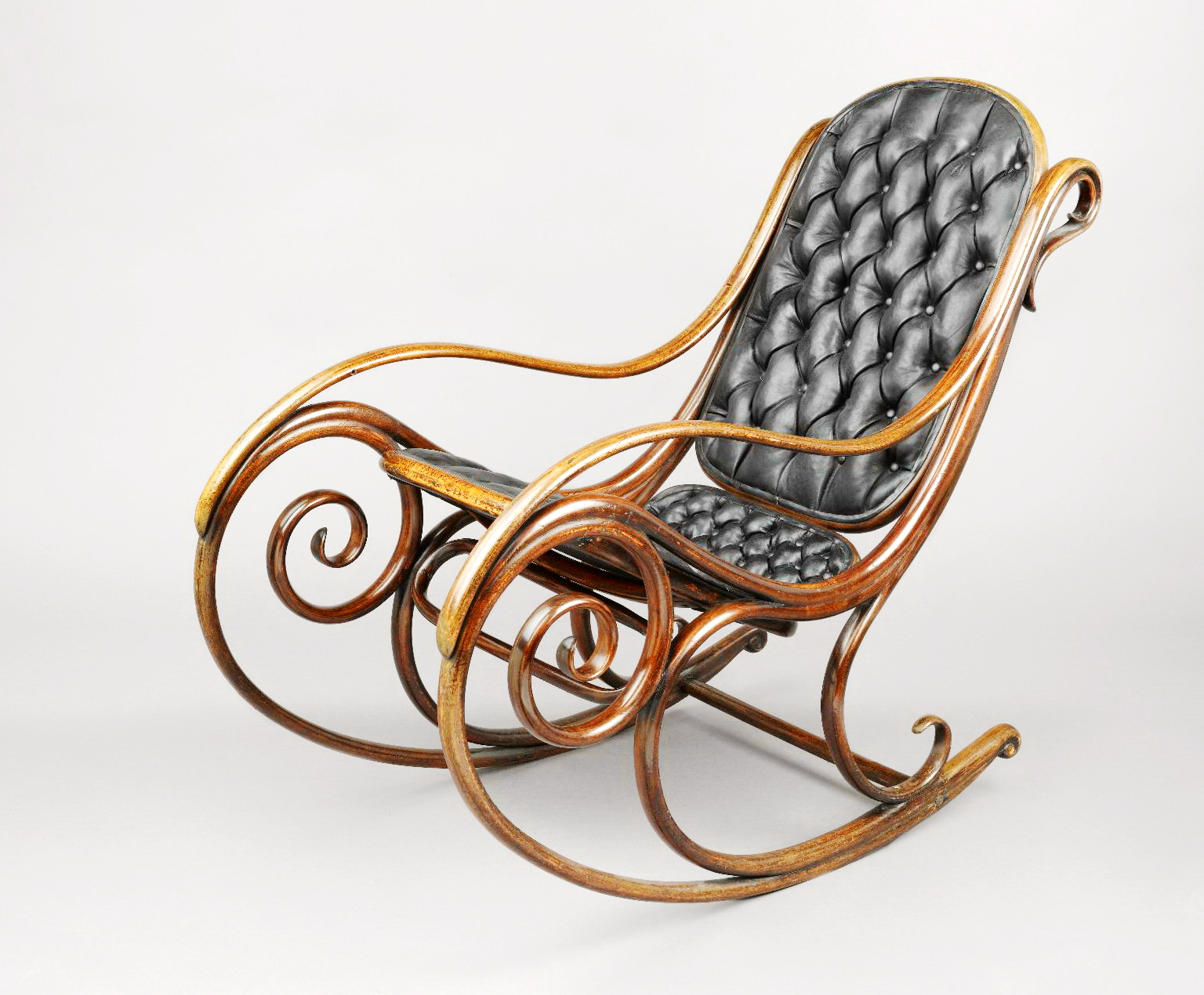
Schommelstoel nr. 1, Brooklyn Museum, New York

In 1860 maakte hij schommelstoel nr. 1. Deze was twee jaar later op de wereldtentoonstelling in Londen te zien. Na de fabriek in Koritschan opende Michael Thonet ook fabrieken in Bistritz (1861), Groß-Ugrócz (1865) en Wsetin (1868), met tal van filialen op plaatsen waar veel beukenbossen waren. Door in verschillende landen fabrieken te hebben, vermeed hij ook betaling van invoerrechten voor zijn producten. Hij stelde uiteindelijk 6.000 arbeiders te werk, en bouwde rond iedere fabriek een stadje met eigen sociale voorzieningen om de noodzakelijke arbeidskrachten aan te trekken. Hij werd de grootste meubelfabrikant ooit, en zijn assortiment omvatte niet alleen stoelen in gebogen hout, maar ook tafels, bedden, bloembakken, muziekstaanders en kapstokken, tot en met tennisrackets. Op hun hoogtepunt maakten de fabrieken 4.000 meubelstukken per dag.
Zijn bedrijven waren autarkisch georganiseerd: hij bezat de beukenbossen voor de grondstof, de werkplaatsen, de machines en de huizen van zijn werkkrachten, en had ten slotte eigen filialen voor de verkoop in alle grote Europese steden en in de Verenigde Staten. Hij nummerde zijn modellen en liet catalogi drukken in verschillende talen met afbeelding en prijs van ieder product.
Na zijn overlijden werd de fabriek voortgezet door zijn vijf zonen, die naast eigen ontwerpen ook designers aantrokken als Josef Hoffmann, Otto Wagner, Gustav Siegel en Adolf Loos.
Vanaf 1930 ging de fabriek ook metalen buismeubilair fabriceren, met ontwerpen van Mart Stam, Marcel Breuer, Le Corbusier, Ludwig Mies van der Rohe en Gerrit Rietveld.